# Hugh McDonald
Hugh McDonald (Philadelphia, Pennsylvania, 28. prosinca 1950.), američki koncertni svirač i basist. 
Svirao je s mnogim izvođačima i uživo i u studiju, i snimao je albume s izvođačima kao što su Willie Nelson, Steve Goodman, Ringo Starr, Bon Jovi, Lita Ford, Michael Bolton, Cher, Alice Cooper, Jon Bon Jovi, Ricky Martin i mnogi drugi. Trenutačno radi s grupom Bon Jovi, ali se smatra kao 'neslužbeni' član benda. Iako svira bass dionice uživo na turnejama, Hugh je izostavljen s javnih fotografija benda i slika na koricama albuma. Članovi grupe Bon Jovi su se složili da nikada neće službeno zamijeniti svoga prijašnjeg bassistu Aleca Johna Sucha. Svirao je i na albumu Jona Bon Jovija Destination Anywhere i isto tako snimio je jedan od Bon Jovievih demoa Runaway.
Uzor iz djetinjstva bio mu je Paul McCartney.